# Зубов, Николай Михайлович
Никола́й Миха́йлович Зу́бов (1835—1902) — действительный статский советник, начальник путей сообщения Кавказа.

## Биография
Родился в Вологде 10 (22) октября 1835 года (или 1834 года) в семье Михаила Алексеевича Зубова (1810—1886), военного инженера-строителя, участника строительства Мариинского канала. Мать — Лариса Александровна, урождённая Румянцева (1806—1877). В семье было шестеро детей (пять сыновей и дочь), из которых известность также имели: оперный певец и композитор Михаил Михайлович (1837 — 22.09.1901); создатель Кадниковского театра Юлий Михайлович (15.05.1839 — 11.05.1922).
В 1848 году поступил в Корпус инженеров путей сообщения и 7 июня 1856 года, произведённый в офицеры, начал службу в Тифлисе; строил железные дороги, стал начальником путей сообщения Кавказа. Затем строил Батумский порт и был его начальником; 24 марта 1890 года был произведён в действительные статские советники.
В 1890-х годах был почётным мировым судьёй по Вологодскому уезду, где ему в наследство досталось имение Порозово. Также он имел пополам с братом дом в Зубовом переулке в Санкт-Петербурге, 2720 десятин земли в Кубанской области.
Заболев, в конце 1901 года срочно приехал из Батуми в Санкт-Петербург, где был помещён в частную клинику для лечения. После операции доктора сказали родным, что у него — рак и прожить ему остается несколько месяцев. Скончался он в Вологде 20 января (2 февраля) 1902 года. Похоронен в Спасо-Прилуцком монастыре в Вологодской губернии, где и его отец.

## Награды
- орден Св. Станислава 2-й ст. с императорской короной (1872)
- орден Св. Владимира 4-й ст. (1878)
- орден Св. Анны 2-й ст. (1883)
- Медаль «В память русско-турецкой войны 1877—1878»
- Медаль «В память царствования императора Александра III»

## Семья
С 30 апреля 1861 года был женат на княжне Имеде (Надежде) Николаевне Церетели (?—1915), дочери предводителя кутаисского дворянства и генерал-майора Николая Дмитриевича Церетели. В семье было девять детей: Нил (1863—?), Лариса, Нина (13.10.1864-?), Георгий (1866—1936), Ольга (1867—1925), Екатерина, Николай (1871—?), Михаил, Александр (1875—?). Семья Зубовых жила сначала в Кутаиси, а затем много лет в Чимито, предместье Батуми.